# Самойлова, Софья Васильевна
Софья Васильевна Самойлова (урождённая Черникова; 1787 (в некоторых источниках 16 сентября 1786 г.) — 19 февраля (3 марта) 1854 года) — артистка оперы (сопрано) и драмы.

## Биография
Урождённая Черникова, дочь артистов В. Черникова и П. Черниковой. Жена певца Василия Михайловича Самойлова, вместе с которым стала родоначальницей известной актёрской династии Самойловых.
Оставшись вдовой в 1839 году после смерти мужа, утонувшего в Финском заливе, сама вырастила младших дочерей. Дети пошли по стопам родителей, став артистами Петербургской императорской сцены, но некоторые по разным причинам покинули сцену, знаменитыми артистами стали трое: Василий, Надежда и Вера.
Родившись в актёрской семье, она с самого детства была окружена театральной атмосферой и, как большинство актёрских детей, осознавала себя только в этой профессии. Обучалась в Петербургском театральном училище, в вокале совершенствовалась под руководством композитора и педагога С. И. Давыдова. Впервые вышла на сцену в 1798.

## Театральная деятельность
Была принята на петербургскую императорскую сцену, успешно дебютировав в 1804 году ролью Лизы в драме «Лиза, или Торжество благодарности» Николая Ильина.
Выступала в различных жанрах — в операх, водевилях и драмах, обладала прекрасным гибким голосом, комедийным дарованием. Имела обширный репертуар. Кроме того, выступала с романсами и народными песнями, исполняла русские народные пляски. Однако рано потеряв голос, актриса выступала лишь в тех оперных партиях, которые не требовали значительной вокальной нагрузки, а также перешла в драматическую часть труппы.
В Государственном театральном музее Санкт-Петербурга (ГТМ) хранится портрет Софьи Васильевны Самойловой, выполненный неизвестным художником.
Критика называла её «истинным украшением женского персонала русской оперы». «В опере и водевиле первое место занимала г-жа Черникова (ныне Самойлова). Она была чрезвычайно мила собою, пела бесподобно и играла прелестно. Лучшей актрисы и певицы я не видал на нашей сцене» (Пантеон русского и всех европейских театров. 1840. Ч. 1.С. 86). Лучшими её оперными партиями критика назвала две роли: Леста («Днепровская русалка») и Таисия («Оборотни, или Спорь до слез, а об заклад не бейся»).

### Роли
1-я исполнительница партий: Параши («Ям», музыка А. Н. Титова), Лесты («Леста, днепровская русалка», текст-переделка Н. С. Краснопольского, музыка Ф. Кауэра и С. И. Давыдова), Русиды («Илья богатырь», либретто И. А. Крылова, музыка К.Кавоса), Лесты («Русалка», текст А. А. Шаховского, музыка К. Кавоса), Зелии («Три брата горбуна», музыка К.Кавоса), Таисии («Оборотни, или Спорь до слез, а об заклад не бейся», авторизованный перевод П. Н. Кобякова), Маши («Посиделки, следствие Яма», текст Я. Б. Княжнина, музыка Н. А. Титова, 1808), Федоры («Девишник, или Филаткина свадьба», текст Я. Б. Княжнина, музыка А. Н. Титова, 1809), Вари («Крестьяне, или Встреча незваных», текст А. А. Шаховского, музыка С. Н. Титова), Флорины («Желтый Карло, или Волшебница мрачной пустыни», текст А. А. Шаховского, музыка Ф. Антонолини), Теклы («Удача от неудачи, или Приключение в жидовской корчме», текст П. Н. Семенова, музыка И. А. Ленгарда, 1817 г.), Анюты («Русская крестьянка, или Встреча у ручья»), Батильды («Пиемонтские горы, или Взорвание Чортова моста», авторизованный перевод А.Шеллера, музыка К. Кавоса и И. Ленгарда), Софьи («Женщина-лунатик замужем», музыка К. Кавоса), Маргариты («Женевьева Брабантская»), Фатимы («Доктор в хлопотах», музыка Ф. М. Толстого), Машеньки («Казачка, или Возвращение из похода», музыка В. М. Кажиньского);
1-я исполнительница партий в Петербурге: Прелесты («Мнимый невидимка, или Исправленный от ревности муж», текст А.Шеллера, музыка К. А. Кавоса, 1813 г.), Зюлены («Забавы калифа, или Шутки на одни сутки», текст А. И. Писарева, музыка А. А. Алябьева, А. Н. Верстовского и Ф. Е. Шольца);
на русской сцене: Блондхен («Похищение из сераля» Моцарта), Зеиды («Зораима и Зюльнар», авторизованный перевод П. Н. Кобякова, музыка Д.-Г.-А. Париса), Берты («Красная шапочка» Боельдье), Камиллы («Жоконд, или Искатели приключений», текст Ш.-Г. Этьена, перевод либретто П. А. Корсакова, Николо Изуара); другие партии: Маша («Иван Сусанин», либретто А. А. Шаховского, музыка К. Кавоса), Прията; Янка, Аврора де Глисенвий, Принцесса Наваррская («Дон Гарсия Наваррский» Мольера), Виргиния, Лоретта, Леонарда, Луция, Лиза («Выдуманный клад, или Опасность подслушивать», текст А. В. Лукницкого, музыка Е. И. Фомина), Флора («Двое слепых»), Графиня («Евфросина и Корадин, или Исправленный тиран», текст А. Шеллера), Тереза («Молодая вспыльчивая жена» Боельдье), Анюта («Мельничиха, или Молинара»).
Партнёры по сцене: В. М. Самойлов, Я. С. Воробьев, Н. О. Дюр, А. И. Иванова, П.В Злов, А. Е. Пономарев, Е. С. Семенова, М. С. Лебедев, Е. М. Карайкина, М.Чудин. Пела п/у К. Кавоса.
Оставила сцену в 1843 году.